# Jordan Jankowski
Jordan Jacob Jankowski (né le 17 mai 1989 à McMurray, Pennsylvanie, États-Unis) est un ancien lanceur droitier de la Ligue majeure de baseball.

## Carrière
Jordan Jankowski est repêché à deux reprises par les Astros de Houston, chaque fois au 34e tour de sélection, une première fois en 2008, puis une seconde fois en 2012, après quoi il signe son premier contrat professionnel.
Il fait ses débuts dans le baseball majeur avec les Astros le 24 mai 2017. 
Il joue 3 matchs pour Houston et est réclamé au ballottage par les Dodgers de Los Angeles le 20 août 2017.